# Американос, Георгиос
Георгиос Американос (греч. Γιώργος Αμερικάνος; 21 декабря 1942, Никея, Греция — 7 октября 2013, Афины, Греция) — греческий профессиональный баскетболист, игравший на позиции атакующего защитника, и тренер. Его прозвали Глобальным или Всемирным. В честь большого вклада в развитие клуба АЕК, игровая майка Американоса под номером 10 была выведена из обращения.

## Клубная карьера
Американос начал играть в баскетбол в молодежном клубе «ХАН Никея». Затем он перешел в греческий клуб АЕК, где стал одним из лучших игроков в истории клуба. В составе АЕК он 6 становился чемпионом Греции (1963, 1964, 1965, 1966, 1968 и 1970).
Он помог команде выйти в Финал четырёх Кубка европейских чемпионов в сезоне 1965/66. Также АЕК с Американосом выиграли Кубок обладателей кубков в сезоне 1967/68, который был первым европейским турниром, выигранным какой-либо греческой командой. В финальной игре турнира он набрал 29 очков.
Он дважды был лучшим бомбардиром чемпионата Греции (1965 и 1968). Он также играл за «Аполлон» из Патры.

### Международная
Американос также был игроком мужской национальной сборной Греции. За 68 матчей он набрал 1076 очков, что в среднем составляет 15.8 очка за игру. Он играл на чемпионате Европы 1961 в Югославии и чемпионате Европы 1965 в СССР, став лучшим бомбардиром сборной в обоих турнирах, набирая в среднем 15.5 и 17.4 очка за игру.
Он также играл на Средиземноморских играх 1967 года, 4 чемпионатах Балкан (1962, 1964, 1967, 1969) и предолимпийском турнире 1960 года.

## Карьера тренера
Американос тренировал «Эгалео», «Аполлон» (Патры) и АЕК. С последним в 1978 году дошёл до финала Кубка Греции.